# Internationalisme libéral
L'internationalisme libéral est une doctrine de politique étrangère qui soutient les institutions internationales, les marchés ouverts, la sécurité coopérative et la démocratie libérale,,. À la base, il soutient que les États devraient participer aux institutions internationales qui respectent les normes fondées sur des règles, promeuvent la démocratie libérale et facilitent la coopération sur les problèmes transnationaux (tels que les problèmes environnementaux, le contrôle des armements et la santé publique).
Les partisans de l'internationalisme libéral soutiennent que l'adoption de cette orientation de politique étrangère par les États-Unis au cours du XXe siècle a amélioré la liberté américaine à l'intérieur et assuré l'hégémonie américaine dans la politique mondiale, ainsi que facilité la propagation de la démocratie libérale et des marchés. Les critiques de la doctrine de la politique étrangère (tels que les réalistes et les partisans du retranchement) soutiennent qu'elle tend vers l'interventionnisme militaire et contribue au désordre (par exemple, par la promotion de la démocratie et la libéralisation du commerce),.

## Théorie
L'objectif de l'internationalisme libéral est de parvenir à des structures mondiales au sein du système international qui soient enclines à promouvoir un ordre mondial libéral. Il prévoit une transformation progressive de la politique mondiale de l'« anarchie » vers des institutions communes et l'État de droit. Dans cette mesure, le libre-échange mondial, l'économie libérale et les systèmes politiques libéraux sont tous encouragés. De plus, les internationalistes libéraux se consacrent à encourager l'émergence de la démocratie à l'échelle mondiale. Une fois réalisée, elle se traduira par un « dividende de la paix », car les États libéraux ont des relations caractérisées par la non-violence, et que les relations entre démocraties sont caractérisées par la théorie démocratique de la paix.
L'internationalisme libéral affirme que, par le biais d'organisations multilatérales telles que les Nations unies, il est possible d'éviter les pires excès de la « politique de puissance » dans les relations entre les nations. De plus, les internationalistes libéraux croient que la meilleure façon de répandre la démocratie est de traiter tous les États de manière égale et coopérative, qu'ils soient initialement démocratiques ou non.
Selon Abrahamsen, l'internationalisme libéral offre plus d'opportunités aux puissances moyennes pour faire avancer leurs intérêts économiques, sécuritaires et politiques.

## Exemples
Des exemples d'internationalistes libéraux incluent l'ancien Premier ministre britannique Tony Blair, l'ancien président américain Barack Obama, l'ancienne secrétaire d'état Hillary Clinton. Aux États-Unis, il semble plus souvent associé au Parti démocrate américain ainsi qu'aux factions néoconservatrices du Parti républicain.
L'OTAN est une alliance politico-militaire promouvant la démocratie libérale.
Parmi les exemples couramment cités d'interventionnisme libéral, citons l' intervention de l'OTAN en Bosnie-Herzégovine, le bombardement de la Yougoslavie par l'OTAN en 1999, l'intervention militaire britannique dans la guerre civile en Sierra Leone et l'intervention militaire de 2011 en Libye. Selon l'historien Timothy Garton Ash, celles-ci se distinguent en raison de motivations libérales et d'objectifs limités, des autres interventions militaires à plus grande échelle.
Les institutions multilatérales, telles que le PNUD, l'UNICEF, l'OMS et l'Assemblée générale des Nations unies, ont également été considérées comme des exemples d'internationalisme libéral.
Selon Ikenberry et Yolchi Funabashi, l'un des principaux piliers de l'internationalisme libéral dans la pratique est la constitution démocratique et la prospérité commerciale du Japon, qui font du Japon un stabilisateur majeur de l'ordre international libéral en Asie-Pacifique.